# Erzbistum Izmir

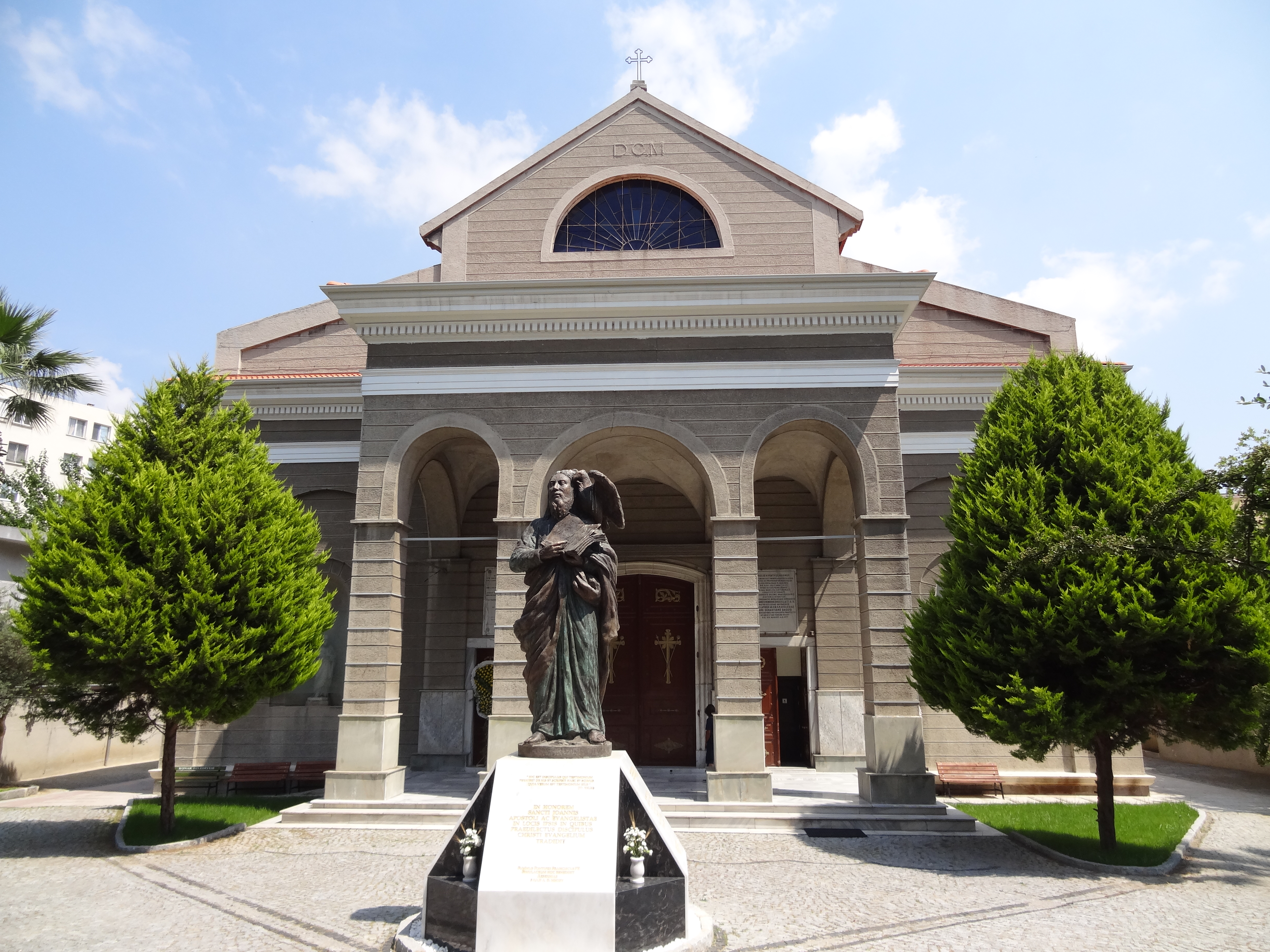
St.-Johannes-Kathedrale, Izmir

Das Erzbistum İzmir (lateinisch Archidioecesis Smyrnensis) ist eine in der Türkei gelegene römisch-katholische Erzdiözese mit Sitz in Izmir.

## Geschichte
Izmir wurde schon sehr früh Bischofssitz. Mit Polykarp von Smyrna ist im 2. Jahrhundert ein Bischof bezeugt. Er unterstand dem Erzbischof von Ephesus. Ab dem 9. Jahrhundert bildete Smyrna eine eigene Kirchenprovinz. Kanonisch wurde das lateinische Erzbistum Smyrna 1346 von Papst Clemens VI. errichtet. 1575 wurde das Erzbistum aufgelöst und ein Titularbistum geschaffen. 1625 wurde das Apostolische Vikariat Smyrna gegründet. Mit der Bulle Apostolatus officium von Pius VII. wurde das Erzbistum Izmir am 18. März 1818 gegründet und ist ein Metropolitanbistum ohne Suffraganbistümer.

## Erzbischöfe
- Guillelmus Adae (1318)
- Pietro de Marchis, O.P. (1625–1648) (vorher Bischof von Santorini)
- Luigi Maria Cardelli OFM (1818–1832)
- Pierre-Dominique-Marcellin Bonamie SSCC (1835–1837)
- Antonio Mussabini (6. März 1838–)
- Vincent Spaccapietra CM (1862–1878)
- Andreas Polycarpos Timonis (1879–1904)
- Domenico Raffaele Francesco Marengo OP (1904–1909)
- Giuseppe Antonio Zucchetti OFMCap (1909–1920)
- Giovanno Battista Federico Vallega (1921–1929)
  - Giovanni Battista Dellepiane (1929–1930) (Apostolischer Administrator)
- Eduardo Tonna (1929–1937)
- Joseph Descuffi CM (1937–1965)
- Alfred Cuthbert Gumbinger OFMCap (1965–1966)
- Giovanni Enrico Boccella TOR (1967–1978)
- Domenico Caloyera OP (1978–22. Januar 1983)
- Giuseppe Germano Bernardini OFMCap (1983–2004)
- Ruggero Franceschini OFMCap (2004–2015)
- Lorenzo Piretto OP (2015–2020)
- Martin Kmetec OFMConv (seit 2020)

## Statistik
| Jahr | Bevölkerung | Bevölkerung | Bevölkerung | Priester   | Priester           | Priester         | Priester               | Ständige Diakone | Ordensleute | Ordensleute | Pfarreien |
| Jahr | Katholiken  | Einwohner   | %           | Gesamtzahl | Diözesan- priester | Ordens- priester | Katholiken je Priester | Ständige Diakone | männlich    | weiblich    | Pfarreien |
| ---- | ----------- | ----------- | ----------- | ---------- | ------------------ | ---------------- | ---------------------- | ---------------- | ----------- | ----------- | --------- |
| 1950 | 1.700       | 205.830     | 0,8         | 13         | 3                  | 10               | 130                    |                  |             |             | 8         |
| 1969 | 2.850       |             |             | 15         |                    | 15               | 190                    |                  | 17          | 17          | 10        |
| 1980 | 1.909       | 757.854     | 0.02        | 10         |                    | 10               | 190                    |                  | 13          | 12          | 10        |
| 1990 | 1.302       |             |             | 8          |                    | 8                | 162                    |                  | 14          | 12          | 10        |
| 1999 | 1.300       |             |             | 9          | 1                  | 8                | 144                    |                  | 11          | 10          | 7         |
| 2001 | 1.350       |             |             | 9          | 2                  | 7                | 150                    |                  | 10          | 8           | 7         |
| 2002 | 1.300       |             |             | 8          |                    | 8                | 162                    |                  | 11          | 7           | 7         |
| 2003 | 1.350       |             |             | 9          | 1                  | 8                | 150                    |                  | 11          | 7           | 7         |
| 2004 | 1.350       |             |             | 11         |                    | 11               | 122                    |                  | 14          | 8           | 7         |
| 2006 | 1.950       |             |             | 13         | 1                  | 12               | 150                    | 1                | 19          | 12          | 10        |